# Kianit
Kianit (iz grškega: κύανος [kianos] – temno moder) je značilno moder aluminijev silikatni mineral, ki se nahaja predvsem v metamorfnih pegmatitih bogatih z aluminijem in/ali sedimentnih kamninah. Kianit v metamorfnih kamninah na splošno kaže, da so bile obremenjene s tlaki preko 4000 barov. Pri nizkih tlakih in nizkih temperaturah je potencialno stabilen, vendar ga pri teh pogojih delovanje vode hitro pretvori v hidratiziran alumosilikat, na primer v muskovit, pirofilit ali kaolinit.
Kianit je poznan tudi kot disten, reticit in cianit, na Slovenskem pa kot lojevčev turmalin in psevdoandaluzit.
Kianit pri temperaturah nad 1100 °C razpade v mulit in steklast kremen:
3(Al2O3•SiO2) → 3Al2O3•2SiO2 + SiO2,
pri čemer pride do povečanja volumna.

## Uporaba
Kianit se uporablja predvsem kot ognjeodporno gradivo in v proizvodnji keramike, vključno s porcelanom. Uporablja se tudi v elektronski industriji, kot električni izolator in brusilno sredstvo. Kianit se je uporabljel tudi za izdelavo nakita, vendar je uporaba omejena z njegovim anizotropizmom in popolno razkolnostjo. Kianit je eden od indeksnih mineralov za ocenjevanje temperature, globine in tlaka, pri katerih je prišlo do metamorfizma kamnine.

## Nahajališča v Sloveniji
V Sloveniji so kianit našli na Pohorju in v Savinjskih Alpah.